# Versante meridionale del Monte Scalambra
Versante meridionale del Monte Scalambra este o arie protejată (arie specială de conservare — SAC, sit de importanță comunitară — SCI) din Italia întinsă pe o suprafață de 195 ha, integral pe uscat.

## Localizare
Centrul sitului Versante meridionale del Monte Scalambra este situat la coordonatele 41°50′36″N 13°06′15″E / 41.843333°N 13.104167°E.

## Înființare
Situl Versante meridionale del Monte Scalambra a fost declarat sit de importanță comunitară în iunie 1995 pentru a proteja 1 specie de animale. Situl a fost protejat și ca arie specială de conservare în decembrie 2016.

## Biodiversitate
Situată în ecoregiunea mediteraneană, aria protejată conține 3 habitate naturale: Pajiști uscate seminaturale și facies de acoperire cu tufișuri pe substraturi calcaroase (Festuco-Brometalia) (* situri importante pentru orhidee), Păduri de Quercus ilex și Quercus rotundifolia, Pseudostepă cu ierburi și specii anuale de Thero-Brachypodietea.
La baza desemnării sitului se află o specie protejată de  nevertebrate: Melanargia arge.
Pe lângă speciile protejate, pe teritoriul sitului au mai fost identificate 5 specii de plante, 1 specie de mamifere.